# 丹·金
丹尼尔·金（英語：Daniel King，1931年1月7日—2003年1月20日），美国NBA联盟前职业篮球运动员。